# Свендсен, Кристиан
Кристиан Вальдемар Свендсен (дат. Christian Valdemar Svendsen; 13 июля 1890, Svindinge, Южная Дания — 28 июня 1959, Копенгаген) — датский гимнаст, бронзовый призёр летних Олимпийских игр 1912 года в командном первенстве по произвольной системе.